# صفرلو (کلیبر)
صفرلو از روستاهای استان آذربایجان شرقی است که در دهستان کیوان شهرستان خداآفرین  واقع شده‌است. این روستا، یکی از قدیمی‌ترین و زیباترین روستاهای منطقه است، که در حاشیه جاده اصلی و در کنار رود ارس، در منطقه جغرافیایی بِکر بنا شده است. روستای صفرالو در نقطه صفر مرزی ایران و قره باغ قرار دارد.